# 상계군
상계군 이담(常溪君 李湛, 1769년 1월 21일 ~ 1786년 11월 20일)은 조선 후기의 왕족으로 초명(初名)은 이준(李濬)이다. 그는 조선 정조의 양자(원래 이복 조카)이자 조선 철종의 백부가 된다. 본관은 전주 이씨(全州 李氏), 초명은 준(濬)이며 뒤에 담(湛)으로 개명하였다. 다른 이름은 식(湜)인데 龍湖閒錄에 기록된 이름이다.
그는 조선 영조의 서증손자(庶曾孫子)이기도 하며 영조의 차남(次男)인 사도장헌세자의 서손자(庶孫子)이자 은언군(恩彦君)의 장남(長男)으로 출생한 그는 이복 중부(異服 仲父)인 정조와 그의 측실(側室)인 원빈 홍씨에게 양자로 출계하였다. (이재난고에 보면 은신군의 아들로 나온다. 이재난고 번역본 19권 7513페이지 은신군이 정월21일에 아들을 낳으면 사도묘에 탄진을 아뢴다고 함 1770년2월14일 일기 중) 이때 완풍군에 봉작되었다. 1779년(정조 3) 원빈 홍씨의 상에 빈전 대전관과 수묘관으로 참여하고 소의대부 완풍군(完豊君)에 임명되었으며, 홍국영 등에 의해 원빈 홍씨의 양자가 되었다. 한때 왕의 잠재적 후계자로 지명되어 가동궁(假東宮)으로도 불렸다. 1780년(정조 4) 다시 상계군으로 개봉되고 이름은 준에서 담으로 개명되었다.
정조가 자녀를 생산할 수 있는 연령이었으나 원빈이 자녀 없이 사망하여 홍국영, 송덕상 등에 의해 이복 큰아버지 조선 정조의 양자로 내정되고, 이것이 결국 화근이 되어 역모로 몰리게 되었다. 1786년(정조 10) 11월 신오의 딸 군부인 신씨와 혼례를 치른 뒤 의문의 음독 사망하는데, 자살설 외에도 은언군에 의한 독살설과 홍국영 일파에 의한 독살설이 존재한다. 조선 철종의 이복 백부로, 철종 즉위 후 1849년(철종 즉위) 6월 17일 복권되고, 1858년(철종 9) 11월 9일 증 현록대부에 추증되었다. 묘소의 위치는 실전되었다.

## 생애

### 생애 초반
조선 후기의 왕족으로 본명은 이준(李濬), 처음 봉작명은 완풍군(完豊君). 사도장헌세자의 서손자로 아버지는 은언군 인이며, 어머니는 송낙휴(宋樂休)의 딸로 상산군부인 진천 송씨(常山郡夫人 鎭川 宋氏)이다. 영조(英祖)의 서증손자(庶曾孫子)였는데 증조할아버지 영조의 살아 생전에 태어났다. 아래로 친동생으로 이창순, 이창덕, 이당, 한각신에게 시집간 여동생 1명이 태어났다. 이 중 이당은 또 아버지 은언군의 다른 첩의 아들이라는 설이 있다. 그밖에 1821년에 사망한 이름 미상의 서모에게서 이성득, 이철득이 태어났고, 다른 서모 전산군부인 전주 이씨에게서 요절한 이복동생과 철종의 생부인 이복동생 이광이 태어났다.
생부(生父) 은언군 이인에게는 장남으로 증조부(曾祖父)인 영조(英祖)의 생전인 1769년(영조 45) 1월 21일에 한성 태어났으며, 처음 이름은 준(濬)이다. 부인은 통덕랑을 지낸 신오(申王+奧)의 딸로 군부인 평산 신씨(郡夫人 平山 申氏)이다. 유년기와 소년시절에 대한 기록은 미상이다.
일설에는 그의 생모가 상산군부인 송씨가 아니라 은언군 인과 어느 궁녀 사이에서 태어난 아들이라는 설도 있다. 한편 상계군 역시 궁녀에게서 자손을 보았으나, 철종 때와 고종 때 승정원일기, 일성록 등의 은언군 가족, 상계군 관련 기록들을 대량으로 세초해버려서 확인되지 않고 있다.

### 원빈홍씨의 양자 입양과 파양
종친부의 법전에 의해 왕세자의 손자, 서손들에게 봉작되는 군작위와 도정의 작위가 내려졌어야 했으나, 영조 때 봉작이 내려졌다는 기록은 없다.
1779년 혹은 그 이전에 원빈 홍씨가 자녀를 낳지 못하자, 홍국영에 의해 중부(仲父) 정조(正祖) 임금과 그의 후궁 원빈 홍씨(元嬪 洪氏)의 양자로 입양, 출계되었다. 당초 은언군은 홍국영의 제의를 사양했지만, 홍국영의 거듭된 부탁으로 이담을 일단 양자로 보냈다. 홍국영이 왜 은언군의 아들을 선택했는가 여부는 확인되지 않고있다. 1779년(정조 3) 5월 7일 수빈관(守殯官)에 임명되었다.
1779년(정조 3) 5월 7일 세자의 중손의 예에 따라 종2품 소의대부(昭義大夫)에 임명되고, 같은 날 완풍군(完豊君)에 봉작되었다. 완풍은 왕실의 본관인 완산과 홍국영 자신의 본관인 풍산에서 한글자씩 따온 것이라 한다. 많은 기록들이 이 완풍군이라는 이름을 지어준 것이 홍국영(洪國榮)임을 지적하고 있다. 원빈 홍씨가 자녀를 생산하지 못하고 병사하자, 홍국영은 상계군을 원빈 홍씨의 양자로 들이고 그를 자신의 외조카라 칭하였다. 그러나 정조가 다른 후궁에게서 자녀를 생산할 수 있음을 들어 일각에서는 반대하였다. 같은 날인 5월 7일 이복 둘째 큰아버지 정조(正祖) 임금의 후궁인 원빈 홍씨(元嬪 洪氏)가 갑자기 사망했다. 당일 정조에 의해 원빈의 빈전 수빈관(守殯官)에 임명되고 수묘관(守墓官)에 내정되었다.
그는 원빈 홍씨의 상중에 빈전 수빈관(守殯官)과 대전관(代奠官)으로 참여하였고, 탈상 후 6월 2일 인명원수원관(仁明園守園官)에 임명되었다.
홍국영은 그를 자신의 생질이라 칭하였지만, 상계군은 홍국영과 마음이 맞지 않아 갈등하였다. 당시 정조는 20대의 나이였고 완풍군을 양자로 들인 일과 가동궁으로 부르게 한 일로 결국 역적으로 지목되어 1779년 음력 9월 26일 홍국영은 모든 공직에서 사퇴하고 흑두봉조하(黑頭奉朝賀)가 되었다. 이후 김치인은 홍국영과 가깝게 지냈다는 이유로 송시열의 후손인 송덕상의 처벌도 주장하면서 노론 대신들은 완풍군을 반역자로 공격하였으나 정조는 듣지 않았다. 1780년(정조4) 8월 15일 의정부우의정 이휘지(李徽之) 등의 청으로 종친의 작호는 반드시 그 외가(外家)의 성씨의 관향을 따르는 것이 관례이지만, 그의 작호가 인조반정 공신 완풍군에 봉군된 이서(李曙)와 작호가 중복된다는 이유로, 작호는 완풍군(完豊君)에서 상계군(常溪君)으로 고쳤고, 이름도 준에서 담으로 개명하였다.
1784년(정조 8) 1월 5일부터 정조는 친히 상계군의 혼처를 찾았다. 그러나 1월 21일까지도 신하들은 회피하며, 상계군의 혼처를 찾는 정조의 명에 쉽게 응하지 않았다. 사대부 안광집(安光集)의 딸이 결정되었으나 그는 응하지 않았다. 통덕랑 신오의 딸이 낙점되었다. 1784년 7월 2일 사옹원부제조(司饔院副提調)가 되고 8월 3일 특명으로 숭헌대부(崇憲大夫)로 가자되고 9월 24일 다시 가덕대부(嘉德大夫)로 승작되었다.

### 의문의 최후
1786년(정조 10) 문효세자와 의빈 성씨가 연달아 죽은 해에, 그는 혼례를 올린 직후 11월 20일 독약을 마시고 음독사했는데, 자살설과 생부 은언군 이인이 독살했다는 설 등이 있다. 외조부 송낙휴에 의하면 사망 직전에도 그는 건강했는데 갑자기 사망했다 한다. 최종 관직은 가덕대부 상계군이었다. 한편 그의 혼례를 주관하던 김우진(金宇鎭)은 상계군 사후, 상계군과 내통했다는 이유로 역적으로 몰려 파직되고 유배되었다. 그밖에 영조, 정조 때 훈련대장을 지낸 구선복(具善復) 등도 평소 원한을 샀다가 이 사건에 연루되어 사형당한다. 예조판서 서유린은 상계군이 죽었다는 보고를 꺼렸으나, 결국 상계군의 사망 소식이 궁궐에 알려지게 되었다. 장례식은 정조의 특명으로 친왕손의 예대로 예장(禮葬)하였다. 시중에는 은언군이 그를 독살했다는 소문도 있었다.
한편 그의 외할아버지 참봉 송낙휴는 상복을 입고 상계군이 파양된 것에 대해 원망, 앙심을 품고 있다고 고변하였다. 그리고 사망 직전 "김상철이 살면 나도 살고 김정승이 죽으면 나도 죽는다."라는 말을 한 뒤 며칠 후 급사했다는 것이었다. 송낙휴는 또 "구이겸(具以謙)이 황해 병사로 있을 때 후히 선물을 바치고 편지에 소인(小人)이라고 지칭한 것을 일찍이 목격하였습니다. 담은 평소에 병이 없었는데, 김 정승에 대해 말한 후 며칠 있다가 갑자기 죽었으니, 의심스럽습니다."하고 고변했다. 영의정을 지낸 김상철이었다. 송낙휴는 또 상계군을 추대하는데 자신의 처당숙인 무관 구선복이 가담했다고 고변, 구선복과 그의 아들 황해도병마절도사 구이겸, 송낙휴의 처남이며 6촌동생 구이겸에게 자기 아들을 양자로 보냈던 충청도병마절도사 구명겸 등이 체포되어 추국당한 뒤 처형되었다. 이어 노론, 남인, 소론 내에서 모두 홍국영에 대한 노륙을 청하는 상소와 함께 그에게도 죄를 줄 것을 청하는 상소가 빗발쳤다.
1786년 12월이 되자 죽은 상계군과 그의 아비 은언군에 대한 처벌을 청하는 상소가 지속적으로 정조에게 올라왔다. 상계군이 홍국영 등에 의해 지난 1779년(정조 3)에 완풍군으로 봉작된 일과 가동궁 또는 왕위 후계자에 이름이 오르내렸던 일에 대한 처결이 필요하다는 지적이다. 이에 상계군의 작위는 즉시 폐작되어 그때부터 "역적 담"으로 불리게 된다. 삼사는 합계하여 상계군의 일가를 역적의 가족이라 공격하며 처벌할 것을 주청하였으나, 정조는 계속 거부하다가 삼사의 합계에 밀려 은언군 일가를 강화도로 유배를 보냈다. 이후 정조는 직접 상계군 사건에 대한 언급금지령을 내리지는 않았으나, 상계군에 관련된 일을 언급하지 말도록 신하들에게 계속 부탁하였다.

### 사후
시신은 한성부 북부 연희방 연희궁좌 근처(현 서울특별시 서대문구 연희동, 2호선 신촌역 2, 3번 출구와 연세대학교 정문 주변)에 매장되었으며, 후에 사사된 부인 군부인 신씨도 합장되었다. 철종 즉위 후 1854년(철종 5) 2월 1일 다른 곳으로 이장되었으나, 후일 그의 묘소는 실전되었다.
생모 상산군부인 진천송씨(鎭川宋氏)와 아내 평산군부인 신씨(申氏)는 양제궁 나인 서경의의 외할머니 조씨 노인의 권고로 주문모 신부의 입국 전 천주교에 입교했으며, 주문모 입국 후 세례를 받고 모두 마리아라는 교명을 받았다. 이후 독실한 천주교 신자로 활동 중 1801년(순조 1) 2월 천주교를 신봉하는 사실이 적발되어 신유박해 때 처형되었고, 아버지 은언군도 그해 5월 29일 사사령을 받고 6월 30일 강화 배소에서 사사되었다.
1849년(철종 즉위년) 6월 17일 이복 조카인 원범이 순조의 양자 자격으로 즉위하면서, 철종의 즉위를 주관했던 대왕대비 순원왕후의 명으로 상계군(常溪君) 내외가 복작(復爵)되고, 이해 6월 23일 가덕대부(嘉德大夫)로 복작되었다. 1858년(철종 9) 11월 9일 증 정1품 현록대부(顯祿大夫)에 증작(贈爵)되었다. 이때 순원왕후의 명으로 과거 상계군 사건에 대한 기록이 대거 세초, 각자, 말소되었다. 이후 철종 때와 고종 때 상계군 일가 관련 기록 및 은언군 관련 기록이 대량으로 세초되어 유실되었다.
후에 동생 풍계군 이당(豐溪君 李瑭)의 서자 익평군 이희가 상계군의 양자로 입양되었다. 익평군이 그의 양자로 입양된 시점과 날짜는 기록이 전하지 않는다. 한때 동생 풍계군의 양자로 입양됐다가 파양된 경평군 이세보가 그의 양자인 것처럼 오해되기도 했다.
1801년(순조 즉위년) 5월 은언군이 야밤에 함께 강화도를 탈출하려던 아들 철득(鐵得)이 한때 그의 아명으로 여겨졌지만, 후일 1970년대 조선왕조실록을 한글로 번역하는 과정에서 1801년에 은언군과 함께 강화도를 탈출하려다가 체포된 다른 인물로 확인되었다. 이는 상계군의 사후 15년 뒤에 발생한 사건이었다.

## 가족 관계
정조 때의 정승 서용보는 상계군의 외할아버지 송낙휴의 외조카가 된다. 궁녀에게서 아들을 얻었으나 일찍 죽었고, 후사가 없어서 결국 철종 즉위 후, 그의 동생 풍계군의 서자 익평군 이희를 사후양자로 입양하게 되었다.

왕가(王家) 전주 이씨(全州 李氏)
- 조부 : 추존 장조의황제(莊祖懿皇帝, 1735 ~ 1762)
- 조모 : 숙빈 임씨(肅嬪 林氏, ? ~ 1773)
  - 부 : 은언군(恩彦君, 1754 ~ 1801)
  - 생모 : 상산군부인 송씨(常山郡夫人 宋氏, 1753 10 15, ~ 1801 03 17), 천주교 세례명 마리아
    - 동생 : 이창순(李昌順, 생물년 미상)
    - 동생 : 이창덕(李昌德, 생물년 미상)
    - 동생 : 이당(豐溪君 李瑭, 1783 ~ 1826)
    - 여동생 : 이씨(李氏, ? ~ 1872년), 참봉(參奉) 한각신(韓覺新)에게 출가. 1779년 선원계보기략에 서녀 1명과 서자 1명이 기록되어 있다. 그러면 출생년도는 1775년 전후라고 할 수 있는데 100살 넘게 사는 게 되고 결혼도 무슨 50대가 넘어서 하는 식이 된다. 말이 맞지 않다. 따라서 이분은 철종등극하고 족보 끼어 맞춘 결과라고 추측된다.

  - 생 서모 : 전산군부인 이씨(全山郡夫人 李氏, 1764 ~ 1819), 전주인(全州人) 이덕희(李德喜)의 딸.
    - 이복 동생 : 전계대원군(全溪大院君, 1785 ~ 1841)

  - 생 서모 : 이름 미상
    - 이복동생 : 이성득(李成得, 1775 ~ 1817 11 27[9])
    - 이복동생 : 이철득(李鐵得, 1780 ~ 1826) 선원속보에 풍계군이 1783년 생으로 나온다. 1820년대 이철득과 이쾌득을 순조가 강화도에서 풀어주어 서울에서 살게하고 결혼도 시켜주었는데 이철득 생년이 다른 이유는 좀더 연구가 필요한 사항이다. 1812년 비변사 일기중에 죄인 성득(成得)은 37세이고 키가 4척(尺)쯤이고 얼굴은 철색(鐵色)이며 구레나룻이 다소 길며 왼쪽 팔과 왼쪽 다리가 마비되어 걸음걸이가 불편하였습니다. 죄인 철득(鐵得)은 32세이고 키가 4척쯤이며 얼굴이 철색이고 구레나룻이 짧고 다소 비대하였습니다. 죄인 쾌득(快得)은 27세로 키가 4척쯤이고 얼굴이 철색이고 작고 수척하고 구레나룻이 다소 길었으며 모두 총각이었습니다. 이를 근거로 생년을 계산해 보면 성득 37세 1812-37=1775년생, 철득 32세 1812-32=1780년생, 쾌득 27세 1812-27=1785년이다.

상계군 담(常溪君 李湛, 1769 ~ 1786)
- 부인 : 군부인 신씨(郡夫人 申氏, 1769년 6월 13일 - 1801년 3월 17일), 평산인(平山人) 통덕랑(通德郞) 신오(申王+奧)의 딸.
  - 양자 : 익평군 이희(益平君 李曦, 1824년 - 1863년), 생부는 그의 서제 풍계군 이당(豊溪君 李瑭).
- 첩 : 이름 미상, 궁인 출신
  - 아들 : 이름 미상, 요절

- 외조부 : 송낙휴(宋樂休, 생물년미상)
- 외조모 : 능성 구씨(綾城 具氏, 생물년 미상)
  - 외외증조부 : 구선원, 구선복의 사촌

## 기타
상계군과 관련된 기록들은 철종 때와 고종 때 대부분 편집, 세초, 실전되어 기록이 많이 남아있지 않다. 홍국영 등이 상계군을 가동궁으로 추대하려던 사건, 부인인 평산군부인 신씨와 어머니 상산군부인 송씨의 천주교 관련 사건, 형문 관련 자료들은 후일 철종 즉위 후 순원왕후의 명으로 대부분 인멸, 세초되었고, 남은 부분도 고종 때에 가서 편집되거나 먹줄, 혹은 인위적으로 삭제 편집되거나 인멸되었다. 일성록과 승정원일기의 기록도 대부분 철종, 고종때 가서 세초되거나 인멸되었다.

## 대중문화에 나타난 상계군
- 《이산》(2007, 배역: 최원홍), MBC 드라마
- 《조선왕조 오백년 - 파문》(1989, 배역: 김알음), MBC 드라마

## 같이 보기
| - 홍국영 - 상계군부인 신씨 - 원빈 홍씨 - 정조 - 은언군 - 상산군부인 송씨 - 신유사옥 - 김상철 - 구선복 - 구명겸 - 전계대원군 | - 군부인 신씨 - 양제궁 - 강화도 - 사도세자 - 이성득 - 풍계군 - 숙빈 임씨 - 송덕상 - 순원왕후 - 순조 - 철종 |